# オールガールズクラシック
オールガールズクラシックとは、2023年度から新設されたガールズケイリン（女子競輪）の特別競走（GI）である。

## 概要
2016年から2022年にかけて行われた6レース制ガールズケイリンと、2022年6月29日から7月1日にかけて平塚競輪場でガールズケイリン10周年記念開催として行われた「ALL GIRL'S 10th Anniversary」を発展・移行させ、2023年度より新設されたGI大会である。
最も格式の高い、という意味で『クラシック』の名称を用いており、男子の日本選手権競輪と同等の、ガールズケイリンGIの中で最も格の高い大会と位置づけている。優勝賞金は、8月に開催される女子オールスター競輪とともに、ガールズグランプリに次いで高い700万円（本賞金）と設定されている。また、本大会は「オールガールズ」の名の通り、男子のレースは一切なく全日全てのレースが女子選手のみで行われる。
本大会の優勝者には、同年末のガールズグランプリへの優先出場権が与えられる。また、決勝進出者は、次回大会の優先出場権が与えられる。
「ALL GIRL'S 10th Anniversary」と同様に各日ともに全12レースをガールズケイリンとするが、本大会では前半6レースはアンダーカードとして、通常のあっせんによる2レース制のガールズケイリン（格付けはFII。予選は2日間のポイント制）を3グループ実施する。
第1回のみ10月に行われたが、第2回以降はゴールデンウイーク前半となる毎年4月下旬の週末（初日が金曜日、最終日が日曜日）に開催されており、同後半に行われる日本選手権競輪とともに、ゴールデンウィーク前・後半を通してビッグレースが実施される体系となった。また、第2回以降も第1回同様、ナイター開催で行われている。
競輪では規程により、「4日間以上でGIII（記念競輪）以上のグレードレースの開催は原則として1競輪場につき年間1節に限る」という取り決めがあるが、本大会に関しては3日間開催のため記念競輪などその他のグレードレースも同じ年度に開催することができる。これは、以前開催されていたSSシリーズ風光ると同様となる。

### 賞金
以下は、決勝戦における各着順の賞金額。（ ）内は副賞を含んだ金額（1 - 3着に授与）。単位は万円。
| 大会（年）      | 1着        | 2着            | 3着            | 4着   | 5着  | 6着  | 7着  |
| --------------- | ---------- | -------------- | -------------- | ----- | ---- | ---- | ---- |
| 第1回（2023年） | 500（700） | 230.0（300.0） | 137.0（170.0） | 91.2  | 70.2 | 63.8 | 60.7 |
| 第2回（2024年） | 550（750） | 239.2（309.2） | 142.5（175.5） | 94.8  | 73.0 | 66.4 | 63.1 |
| 第3回（2025年） | 700（900） | 253.6（323.6） | 151.1（184.1） | 100.5 | 77.4 | 70.4 | 66.9 |

なお、アンダーカードとして行われる、通常のあっせんによるFII戦（2レース制×3グループ）における賞金体系は、各グループとも通常開催と同額（決勝戦1着賞金50万円）である。

## 歴史
2022年12月13日、ガールズケイリンリブランディング第3弾として、それまで単発レースとして行われてきたガールズケイリンコレクションを発展的解消し、本大会を含めたGI格付けのトーナメント戦の創設を発表した。
第1回は同年10月2日（月曜日）から4日（水曜日）にて、松戸競輪場でナイター開催として開催された。
第2回は久留米競輪場にて、2024年4月26日（金曜日）から28日（日曜日）にかけて、週末開催で前年同様のナイター開催として行われた。なお、令和6年能登半島地震を受け、令和6年能登半島地震復興支援競輪として実施された。
第3回は岐阜競輪場で、2025年4月25日から27日にてナイター開催として行われた。なお、2025年日本国際博覧会（大阪・関西万博）協賛レースとして実施された。

## 出場選手選抜方法
オールガールズクラシックの出場選手は、以下の資格順位により正選手42名、補欠選手3名を選抜する。なお、以下は第4回（2026年）のものである。
- 選考期間…2025年2月〜2026年1月（12か月）

1. ガールズグランプリ2025における1〜3着
2. 過去にオールガールズクラシックを3回以上優勝した者（選考期間における平均競走得点が上位20位以内であることが条件）
3. 選手選考対象期間において4か月以上JCFトラック種目強化指定（A）に所属した者（選考期間の平均競走得点が上位20位以内であることが条件）※他のGIは2か月以上
4. 選考用賞金獲得額上位者（同額の場合は選考期間中の平均競走得点上位者を優先）

補欠選手は、正選手を除く選考用賞金獲得額上位者上位者からさらに順次選抜される。
普段は自転車競技を優先しガールズケイリンへの競走参加が少ない選手（ナショナルチームに所属）に対しても本大会に出場できるよう配慮はなされているが、選考期間の平均競走得点が上位20位以内であることも条件とされているため、ある程度のガールズケイリン出走かつ競走成績も求められる。また、第4回（2026年）からは、過去本大会を3回以上優勝している者は優先的に出場できる（ただし選考期間における平均競走得点が上位20位以内であることが条件）こととなったが、第4回では該当者はいない。

## 勝ち上がり方式
勝ち上がり戦については、初日に予選6レース、2日目に準決勝3レース、最終日に決勝戦が行われる。このうち、初日の予選については最終レースを優秀競走（シードレース）「ティアラカップ」として行い「ティアラカップ」出場者7名は失格にならない限り全員が2日目の準決勝に進出できることになっている。なお、番組は最終日も含めて全て自動編成とされており、また、ガールズケイリンのトーナメント戦において、予選で優秀競走（シードレース）が組み込まれるのは本大会が初である。
| 優秀   | 初日                | 0002日目000 | 最終日        |
| ------ | ------------------- | ----------- | ------------- |
| 優秀   | ティアラカップ（1） | 準決勝（3） | 00決勝（1）00 |
| 優秀   | 予選（5）           | 準決勝（3） | 00決勝（1）00 |
| 敗者戦 | 00-00               | （3）       | （5）         |

- 初日

「予選」　第7〜第11レースで合計5レース行われ、各レース1〜2着10名と3着5名のうち選考順位上位の4名が「準決勝」進出。番組は自動編成だが一定のルールに基づいて決められており、選考順位上位の者から優先的に内枠が与えられる。まず、選考順位8〜12位をポット1として各人をいずれかのレースに振り分けて1番車を与える。次いで選考順位13〜17位をポット2として各人をいずれかのレースに振り分けて2番車を与える。同じように、選考順位18〜22位をポット3として各人に3番車を、同23〜27位をポット4として各人に4番車を、同28〜32位をポット5として各人に5番車を、同33〜37位をポット6として各人に6番車を、同38〜42位をポット7として各人に7番車をそれぞれ与え、いずれかのレースに振り分ける。なお、各ポットの選手をどのレースに振り分けるかは番組編成担当者により決められる。また、欠場者が出た場合は、選考順位はそのままに対象者を選考順位順に繰り下げる。
「ティアラカップ」　最終第12レースで行われる、優秀競走。原則として、前年のガールズグランプリ1〜3着3名と、選考用賞金獲得額上位者とで7名を選抜。失格にならない限り、7名全員が「準決勝」進出。選考順位順に車番を与える（選考順位1位が1番車、7位が7番車）。なお、本大会においては予選競走であるため、2022年に行われた企画レースとは異なり1着賞金は30万円（第3回・2025年の場合。ティアラなどの副賞もなし）である。
- 2日目

「準決勝」　後半3レース。各レース1〜2着6名と3着3名のうち初日の着順上位1名（ティアラカップ出走者が優先）が「決勝」進出。番組は、予選での着順の良い者から優先的に、選考順位順で内枠が与えられる。まず、ティアラカップ1〜3着3名をそれぞれいずれかのレースに振り分け1番車を与え、同4〜7着4名については選考順位上位3名をいずれかのレースに振り分け2番車を与え、残り1名をいずれかのレースに振り分け3番車を与える。次いで、予選1着の5名をいずれかのレースに振り分け選考順位順に3番車（2名）・4番車（3名）を与え、予選2着の5名をいずれかのレースに振り分け選考順位順に5番車（3名）・6番車（2名）を与える。最後に予選3着の4名をいずれかのレースに振り分け選考順位に6番車（1名）・7番車（3名）を与える。
- 3日目（最終日）

「決勝」　最終レース。優勝者には優勝インタビューやウイニングランなどが執り行われる。車番は、準決勝1着3名を選考順位順に1番車、2番車、3番車と与える。次いで、準決勝2着3名を選考順位順に4番車、5番車、6番車を与え、そして最後に準決勝3着に7番車を与える。
「特選」　「決勝」前の合計2レース。「準決勝」各レース3着2名と4〜6着9名、予選敗退選手による2日目「選抜」各レース1着3名の14名により行われる。
その他、2日目には予選敗退者を対象とした「選抜」3レースが第7〜第9レースで、3日目（最終日）にも準決勝7着3名と2日目「選抜」各レース2〜7着14名による「選抜」3レースが第7〜第9レースで、それぞれ行われる。
なお、アンダーカードとして行われる、通常のあっせんによるガールズケイリン（2レース×3グループ）は、通常のガールズケイリンと同様に予選2走での獲得ポイントにより最終日の決勝進出者を決定する。初日、2日目ともに、第1・第2レースでグループAによる、第3・第4レースでグループBによる、第5・第6レースでグループCによる、それぞれ予選１・予選２が行われる。
最終日はオールガールズクラシックとアンダーカード3つの決勝戦が行われる事となり、1日に4つの決勝戦が行われる（アンダーカードの決勝戦は、グループAは第4レース、グループBは第5レース、グループCは第6レース）。

## 過去の優勝者
| 回 | 開催年            | 決勝戦  | 開催場 | 優勝者   | ティアラカップ勝者 |
| -- | ----------------- | ------- | ------ | -------- | ------------------ |
| 01 | 2023年（令和5年） | 10月4日 | 松戸   | 佐藤水菜 | 山原さくら         |
| 02 | 2024年（令和6年） | 4月28日 | 久留米 | 児玉碧衣 | 児玉碧衣           |
| 03 | 2025年（令和7年） | 4月27日 | 岐阜   | 佐藤水菜 | 佐藤水菜           |

## 決勝戦テレビ中継
- 第1回から継続して、BSテレ東にて生中継されている。なお、決勝戦以外はSPEEDチャンネルとネット配信のみの放送となった。

## エピソード
- 予選・準決勝ともに1着の完全優勝達成者は、2名。
  - 佐藤水菜（第1回）、児玉碧衣（第2回）

- 第1回では、6月のパールカップではマレーシアで開催されたアジア選手権に出場した為に欠場していたナショナルチーム所属で出場資格を満たす全選手（佐藤水菜、梅川風子、太田りゆ）が、出場予定選手として選考された[17][18][19][注 9]。また、全レースの実況を元選手の岩原紗也香（小松島競輪場実況アナウンサー）が担当した[20]。

- 第2回は、前年と異なりナショナルチーム所属で出場資格を満たしてた全選手が、3月のガールズケイリンコレクションに続き同チームとしての活動を優先したため本大会への出場を辞退となった。そのため、同年は国内組のみの戦いとなった[21]。また、佐藤水菜と梅川風子はティアラカップにも権利があったが、欠場により石井寛子と柳原真緒が繰り上がる事となった[22][23]。

## 今後の開催予定
- 第4回 2026年 4月24日〜26日（松戸競輪場）

## 「ALL GIRL'S 10th Anniversary」「ティアラカップ」

### ALL GIRL'S 10th Anniversary
オールガールズクラシック開催にあたり、そのプロトタイプとなった大会。
ガールズケイリン開始10周年記念事業の一環として、2022年6月29日から7月1日にかけて、平塚競輪場にてナイターで開催。ガールズグランプリと同じくオッズ・パーク株式会社協賛による冠レースであり、正式名称は「オッズパーク杯ALL GIRL'S 10th Anniversary」。1日12レース全てがガールズケイリンという初の試みであり、ガールズケイリン選手82名がグループA（40名）・グループB（42名）に分かれ、それぞれ6レースずつ行われた。前検日は開会式と、各期ごとで選手が集まり記念撮影が行われるなどした。この大会は出場資格はなく、あっせん計画に基づいてあっせんされた選手が出場したが、同時期に青森や伊東温泉でもガールズケイリンが開催されたこともあり、それらにあっせんされていた山原さくらや岡本二菜などが不参加となった。
予選はトーナメント方式で、初日に予選が、2日目に準決勝が、それぞれ行われた（初日と2日目は、第1 - 第6レースでグループBのレースを、第7 - 第12レースでグループAのレースを、それぞれ実施）。優勝賞金は、グループA・グループBともに62万6000円。勝ち上がりは2021年から実施しているトーナメント方式での6レース制ガールズケイリンと同一で、初日予選は1 - 3着18名と4着3名の21名が準決勝に進出、2日目の準決勝（3レース）では1 - 2着6名と3着1名が決勝に進出した。
最終日、第11レースのグループB決勝では柳原真緒が捲りを決めて優勝。また第12レースのグループA決勝では児玉碧衣と佐藤水菜が同着優勝となった。
来場目標は1万人、売上目標は10億円を掲げて行われ、結果3日間の入場者数は6,576人に留まり目標未達であったが、売上額は11億3825万7200円に達し目標を上回り成功を収めた。
最終日の朝、検車場にて104期以降の全員が集まったあと、ガールズケイリン1期生である102期生全員を呼び出して、「ガールズケイリンを作っていただき、ありがとうございました!」と感謝の言葉を述べるというサプライズもあった。

### ティアラカップ
「ティアラカップ」は、オールガールズクラシックでは初日の優秀競走（シードレース）として行われるが、それに先駆けて「ALL GIRL'S 10th Anniversary」と同じくガールズケイリン10周年記念事業の一環として、2022年9月19日に名古屋競輪場にて第11レースで単発の企画レースとして行われた（当日は第38回共同通信社杯最終日）。歴代のガールズグランプリ優勝者のうち、同年4月から6月にかけての平均競走得点上位者から順次選抜したが、高木真備の引退と小林優香の欠場により優勝経験者だけでは7名が揃わなかったため、過去のガールズグランプリ2着選手のうち同期間中の平均競走得点上位者からも選抜した。出場選手は、◎児玉碧衣、◎石井寛子、◎小林莉子、◎中村由香里、◎梶田舞、奥井迪、荒牧聖未（選考順。氏名横の◎はグランプリ優勝経験者。レースはこの選考順で1番から順に車番を割り当て）。
単発の企画レースではあったが、優勝賞金はガールズケイリンコレクション並みの200万円（副賞込みで210万円）とされ、ほか特製ティアラの贈呈もあった。
レースは奥井迪が先行逃げ切りで優勝し、自身初のタイトル獲得となった。ティアラカップ当日の入場者は2,450人、当レースの売上額は1億7623万5700円であった。